# هيو ويلش دايموند
هيو ويلش دايموند (بالإنجليزية: Hugh Welch Diamond)‏ (و. 1808 – 1886 م) هو مصور، وطبيب نفسي، وطبيب بريطاني، ولد في كنت، توفي في تويكنهام، عن عمر يناهز 78 عاماً.

## التعليم
تعلم في Norwich School ‏
.